# Cot Uteun Barambut
Cot Uteun Barambut är ett berg i Indonesien.   Det ligger i provinsen Aceh, i den västra delen av landet, 1 800 km nordväst om huvudstaden Jakarta. Toppen på Cot Uteun Barambut är 1 052 meter över havet.
Terrängen runt Cot Uteun Barambut är kuperad åt sydost, men åt nordväst är den bergig.Runt Cot Uteun Barambut är det ganska tätbefolkat, med 86 invånare per kvadratkilometer. I omgivningarna runt Cot Uteun Barambut växer i huvudsak städsegrön lövskog.